# エルソン・アルメイダ
エルソン・ド・ロサリオ・アルメイダ（Elson do Rosario Almeida 、1990年6月23日 - ）は、ポルトガル・リスボン出身のプロサッカー選手。現在は無所属。ポジションは、ディフェンダー（ライトバック）。カーボベルデ系ポルトガル人。